# Коппенс, Вилли
Барон Вилли Омер Франсуа Жан Коппенс де Хаутхёльст (нидерл. Willy Omer François Jean baron Coppens de Houthulst; 6 июля 1892 — 21 декабря 1986) — бельгийский лётчик, участник Первой мировой войны. Был лучшим лётчиком-истребителем Первой мировой в своей стране. Оснастив свой самолёт более мощным пулемётом, он стал ведущим специалистом союзников по уничтожению вражеских аэростатов.

## Биография
Вилли Коппенс родился 6 июля 1892 года под Брюсселем в семье художника, учился летать в Англии. Он был призван в армию в 1912 году, служил в гренадерском полку. В апреле 1917 года Вилли стал пилотом-сержантом ВВС Бельгии и начал летать на истребителе Nieuport 16. В конце лета 1917 года, когда в его эскадрилью поступили истребители Hanriot HD.1, Коппенс вначале был единственным, кто стал летать на них. Благодаря его примеру на Hanriot пересели и другие пилоты.

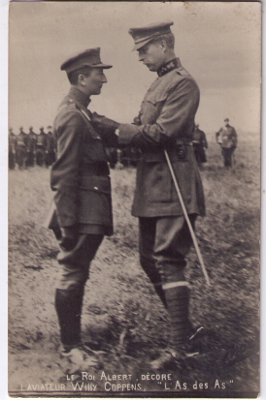
Вилли Коппенс получает награду из рук Альберта I

Счёт своим победам Коппенс открыл 25 апреля 1918 года, сбив двухместный Rumpler. 8 мая он нашёл своё воинское призвание, сбив два немецких наблюдательных аэростата (известных как Drachen).
Атака вражеских наблюдательных аэростатов была опасным делом, так как делалось всё возможное для защиты этих уязвимых аппаратов. Коппенс разработал свою собственную тактику атаки аэростатов, открывая огонь с короткой дистанции. Он также заменил стандартный 7,7-мм пулемёт своего истребителя на более мощный 11-мм Vickers.
На борту Hanriot Коппенса была изображена эмблема в виде ветви чертополоха. Этот истребитель был так известен, что немцы специально охотились за ним. 3 августа он чуть не погиб, сбив заминированный аэростат-ловушку, подрываемый по команде с земли. Пылающие обломки аэростата упали прямо на наблюдающих немецких штабных офицеров, убив или покалечив большую часть личного состава.
С апреля по октябрь 1918 года Коппенс записал на свой счёт 35 немецких аэростатов и два самолёта. Все свои победы он одержал, летая на Hanriot HD.1.
Последний вылет Коппенса, состоявшийся 14 октября, стоил ему ноги. Он сбил один аэростат и атаковал второй над Торхаутом, когда был ранен разрывной пулей. Пуля раздробила пилоту голень левой ноги и серьёзно повредила артерии. Коппенс совершил аварийную посадку рядом со своими войсками. Он был доставлен в госпиталь, но ногу спасти не удалось, её ампутировали.
После войны Коппенс был возведён в рыцари. Он скончался 21 декабря 1986 года.